# Dirk Hartog
Dirk Hartog (batizado em 30 de outubro de 1580, Amsterdam – enterrado em 11 de outubro de 1621, Amsterdam) foi um explorador holandês do século XVII. Ele foi um dos exploradores que mais contribuíram para a descrição geográfica da Austrália.
Foi um marinheiro e explorador holandês do século XVII. A expedição de Dirk Hartog foi o segundo grupo europeu a desembarcar na Austrália e o primeiro a deixar para trás um artefato para registrar sua visita, a placa de Hartog. 

## Vida
Nascido em uma família de navegantes, ele recebeu o comando de seu primeiro navio aos 30 anos e passou vários anos envolvido em empreendimentos comerciais de sucesso nos mares Báltico e Mediterrâneo.
Em 1616, Hartog conseguiu emprego na Companhia Holandesa das Índias Orientais (holandês: Vereenigde Oostindische Compagnie, VOC), e foi nomeado mestre da Eendracht (que significa "Concórdia" ou "Unidade"), em uma frota que viajava da Holanda para as Índias Orientais Holandesas.
Hartog zarpou em janeiro de 1616 na companhia de vários outros navios da VOC, mas se separou deles em uma tempestade e chegou independentemente ao Cabo da Boa Esperança (mais tarde se tornaria o local da Cidade do Cabo, África do Sul). Hartog então partiu através do Oceano Índico para Batávia (atual Jacarta), utilizando (ou talvez desviado do curso) os fortes ventos de oeste conhecidos como "Fortes Quarenta", que haviam sido notados anteriormente pelo navegador holandês Hendrik Brouwer como facilitadores uma rota mais rápida para Java.
Em 25 de outubro de 1616, a aproximadamente 26° de latitude sul, Hartog e a tripulação chegaram inesperadamente a "várias ilhas, que foram, no entanto, encontradas desabitadas". Ele aterrissou em uma ilha na costa de Shark Bay, Austrália Ocidental, que agora é chamada de Ilha Dirk Hartog em sua homenagem. Sua foi a segunda expedição europeia registrada a aportar no continente australiano, tendo sido precedida por Willem Janszoon em 1606, mas a primeira a fazê-lo na costa oeste. Mapa da área de Shark Bay mostrando Dirk Hartog Island e Cape Inscription Hartog passou três dias examinando a costa e as ilhas próximas. A área foi batizada de Eendrachtsland por causa de seu navio, embora esse nome não tenha durado. Antes de Hartog partir, ele fixou uma placa de estanho em um poste, agora conhecido como placa de Hartog, na qual ele rabiscou um registro de sua visita à ilha. Sua inscrição dizia:
1616 Em 25 de outubro chegou o navio Eendracht, de Amsterdã: Supercargo Gilles Miebais de Liège, o capitão Dirch Hatichs de Amsterdã. em 27 d[itt]o. ela zarpou novamente para Bantam. Vice-supercarga Jan Stins, piloto superior Pieter Doores de Bil. No ano de 1616.
Não encontrando nada de interesse, Hartog continuou navegando para o norte ao longo desta costa anteriormente desconhecida da Austrália Ocidental, fazendo cartas náuticas até cerca de 22° de latitude sul. Ele então deixou a costa e continuou para a Batávia, chegando finalmente em segurança em dezembro de 1616, cerca de cinco meses após sua chegada prevista.
Dirk Hartog deixou o emprego da VOC ao retornar a Amsterdã em 1618, retomando empreendimentos comerciais privados no Báltico.

## Acontecimentos Posteriores
Em 1619, Frederik de Houtman, no navio da VOC Dordrecht, e Jacob d'Edel, em outro navio da VOC o Amsterdam, avistaram terras na costa australiana perto da atual Perth, que chamaram de d'Edelsland. Depois de navegar para o norte ao longo da costa, chegaram a Eendrachtsland. Em seu diário, Houtman identificou essas costas com a terra de Praia de Marco Polo, ou Locach, conforme mostrado em mapas da época, como o de Petrus Plancius e Jan Huyghen van Linschoten.
Oitenta anos depois, em 4 de fevereiro de 1697, o explorador holandês Willem de Vlamingh aportou na ilha e por acaso encontrou a placa de Hartog, que estava meio enterrada na areia. Ele a substituiu por uma nova placa que reproduzia a inscrição original de Hartog e acrescentou notas de sua autoria, e levou a original de Hartog de volta para Amsterdã, onde está alojada no Rijksmuseum.
Em 2000, a placa de Hartog foi temporariamente devolvida à Austrália como parte de uma exposição no Australian National Maritime Museum em Syidney. Isso levou a sugestões de que a placa, considerada importante como o artefato escrito mais antigo conhecido da história europeia da Austrália, deveria ser adquirida para um museu australiano, mas as autoridades holandesas deixaram claro que a placa não está à venda.
Em 1966 e 1985, Hartog foi retratado em selos postais australianos, ambos retratando seu navio. Em 2016, a Casa da Moeda de Perth emitiu uma moeda de prata de 1 onça troy (31 g) para comemorar o 400º aniversário do desembarque australiano de Hartog.
A ilha em Shark Bay, Austrália Ocidental, onde ele aportou, chamava-se Ilha Dirk Hartog. Em Amsterdã, Canberra e quatorze outras cidades australianas, as ruas foram nomeadas em sua homenagem.